# Susann König
Susann König (* 16. Mai 1987 in Dippoldiswalde) ist eine ehemalige deutsche Biathletin. Sie startete seit dem 1. August 2005 als Mitglied des Zoll-Ski-Teams für den SSV Altenberg.
König begann 1995 mit dem Biathlonsport und konnte erstmals bei den Juniorenweltmeisterschaften 2005 in Kontiolahti mit Platz 6 beim Sprint- und Platz 5 beim Verfolgungsrennen auf sich aufmerksam machen. In den Folgejahren erreichte sie mehrere vordere Platzierungen im Europacup der Juniorinnen sowie bei nationalen Meisterschaften. Am 29. Dezember 2007 nahm sie zusammen mit Laufpartner Florian Graf an der World Team Challenge in der Veltins-Arena teil. Ihre bislang größten Erfolge feierte sie bei den Juniorenweltmeisterschaften 2008 in Ruhpolding mit zwei Titeln im Einzelwettkampf und Staffelrennen, nachdem sie beim Sprint bereits Zweite hinter ihrer Teamkollegin Magdalena Neuner wurde.
2008 wurde König bei der Sportlerehrung des Skiverbandes Sachsen in den Kategorien Juniorenweltmeisterschaft und Erfolgreichste Nachwuchssportler bei der Juniorenweltmeisterschaft ausgezeichnet.

## Statistik
Europacup Juniorinnen
- 2006/07 – zwei Siege im Sprint (am 14. Februar 2007 in Nové Město und am 16. März 2007 in Ridnaun) sowie ein Sieg in der Verfolgung (am 17. März 2007 in Ridnaun)
- 2007/08 – zwei Siege im Sprint (am 7. Dezember 2007 in Obertilliach und am 13. Januar 2008 in Langdorf)

Titelkämpfe
- 2006 – Gold mit der Staffel bei den Junioreneuropameisterschaften in Langdorf
- 2007 – Titel im Einzel sowie Dritte im Sprint und mit der Staffel bei den Deutschen Juniorenmeisterschaften in Bayerisch Eisenstein
- 2008 – Gold im Einzel und mit der Staffel sowie Silber im Sprint bei den Juniorenweltmeisterschaften in Ruhpolding[3][4]
- 2008 – Titel im Sprint und mit der Staffel sowie Zweite im Einzel bei den Deutschen Juniorenmeisterschaften in Kaltenbrunn[5][6]
- 2011 – Bronze mit der Staffel bei den Europameisterschaften in Ridnaun